# Administrativní dělení Haiti

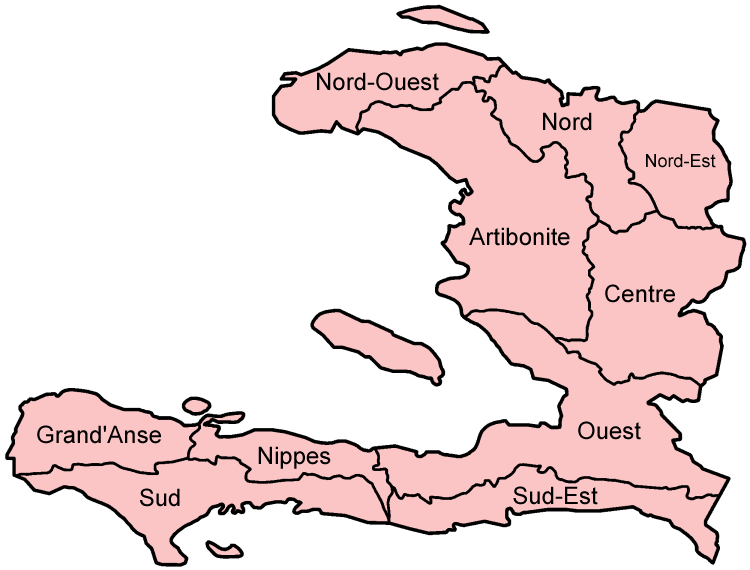
Departementy Haiti

Haiti je rozděleno do deseti územně správních celků – departementů (fr. département). Jako celek je unitární stát.

## Přehled departementů
|    | Departement | Hlavní město   | Rozloha (km²) | Obyvatelstvo | Hustota zalid. (obyv./km²) |
| -- | ----------- | -------------- | ------------- | ------------ | -------------------------- |
| 1  | Artibonite  | Les Gonaïves   | 4 984         | 1 168 800    | 234,5                      |
| 2  | Centre      | Hinche         | 3 675         | 564 200      | 153,5                      |
| 3  | Grand'Anse  | Jérémie        | 1 871         | 465 800      | 249,0                      |
| 4  | Nippes      | Miragoâne      | 1 219         | 266 379      | 218,0                      |
| 5  | Nord        | Cap-Haïtien    | 2 106         | 872 200      | 414,2                      |
| 6  | Nord-Est    | Fort-Liberté   | 1 805         | 283 800      | 157,2                      |
| 7  | Nord-Ouest  | Port-de-Paix   | 2 176         | 488 500      | 224,5                      |
| 8  | Ouest       | Port-au-Prince | 4 827         | 294 200      | 609,7                      |
| 9  | Sud-Est     | Les Cayes      | 2 794         | 745 000      | 266,6                      |
| 10 | Sud         | Jacmel         | 2 023         | 518 200      | 256,1                      |
|    | Haiti       |                | 27 750        | 8 924 553    | 321,6                      |